# Erik Durham
Erik Durham (Springfield, Misuri, 12 de agosto de 1994) es un jugador de baloncesto estadounidense. Su estatura oficial es de 1,93 metros y juega principalmente en la posición de escolta, pudiendo desenvolverse también como ala-pívot. Actualmente forma parte de la plantilla del VfL Kirchheim Knights de la Liga ProB alemana.

## Trayectoria
Durante su periplo universitario en la D-I de la NCAA con Jacksonville State Gamecocks disputó 35 encuentros con unos promedios de 10.8 puntos por encuentro, llegando al 52% en tiros de campo. Gracias a su aportación, siendo un jugador importante tanto en defensa como en anotación, ayudó a que Jacksonville llegase a la tercera plaza en la Conferencia Ohio Valley y a la fase final de la March-Madness de la NCAA, cayendo en primera ronda de la Midwest ante Louisville.
En 2017, forma parte de la plantilla del Windsor Express de la liga canadiense.
En enero de 2018, llega a España para reforzar al Levitec Huesca de la Liga LEB Oro, firmando un contrato hasta el final de la temporada.
[actualizar]